# Putrescina N-metiltransferasi
La putrescina N-metiltransferasi è un enzima appartenente alla classe delle transferasi, che catalizza la seguente reazione:
S-adenosil-L-metionina + putrescina ⇄ S-adenosil-L-omocisteina + N-metilputrescina